# إيرين إلينبرجر
إيرين إلينبرجر(بالألمانية: Irene Ruth Ellenberger)؛(من مواليد 20 أبريل 1946)؛ هي مهندسة ألمانية  نشأت في ألمانيا الشرقية دخلت المجال السياسي (الحزب الديمقراطي الاجتماعي في جمهورية ألمانيا الديمقراطية) في عام 1990.
شغلت منصب وزيرة الصحة والشؤون الاجتماعية مابين عامي 1994 و 1999؛ (حيث تم تشكيل الوزارة في ذلك الوقت) في تورينغن، خلفًا للديمقراطي المسيحي، Frank-Michael Pietzsch [الإنجليزية]. عملت كواحدة من نائبي رئيس (الجمعية التشريعية الإقليمية).￼￼ ما بين عامي 1999 و 2004 

## حياتها

### السنوات المبكرة
وُلدت إيلينبرجر في فيرنيجرود في أعقاب الحرب العالمية الثانية التي كانت قد انتهت قبل عام. كان والدها مهندسا مدنيا. نشأت وترعرعت في قرية بلانكنبرج القريبة. 
أكملت بنجاح امتحانها لمغادرة المدرسة في عام 1964. في هذه الفترة، تمت استعادة القطاع الألماني الذي قامت باحتلاله القوات السوفيتية خلال الحرب العالمية الثانية في مؤتمر بوتسدام، ليصبح رسميًا في أكتوبر 1994 جمهورية ألمانيا الديمقراطية. عند مغادرتها المدرسة، أجرت تدريباً كعامل بناء.  كان هذا أقل غرابة في ألمانيا الشرقية مما كان عليه في بعض أجزاء أوروبا، حيث كانت الحرب في الأربعينيات والهجرة الجماعية إلى الغرب خلال الخمسينيات من القرن الماضي قد أوقعتا البلاد في أزمة عمالة في العديد من القطاعات الرئيسية. ومع ذلك، عندما سئلت عن ذلك في مقابلة بعد عدة سنوات، أكدت إلينبرجر أن عمل النساء في مجال البناء والتشييد هو أمر غير مقبول في المجتمع، ولكنها بعد أن أكملت دراستها في سن مبكرة نسبيا، كانت خياراتها محدودة. وكانت اتصالات والدها في قطاع البناء قد وفرت لها فرصة تدريب وفرت استعدادًا عمليًا لحياتها المهنية اللاحقة.أكدت أيضًا أنها كانت مدركة، عند الشروع في تدريب مهني كعاملة بناء، بأن هذا الوضع مؤقت ولا يعني بالضرورة أنها ستقوم بهذا العمل طوال حياتها المهنية. في عام 1965 انتقلت إلى الأكاديمية التقنية للعمارة والبناء في فايمار، التي ظهرت في عام 1971 مع شهادة هندسة (Dipl. - ING) التي شكلت الأساس لمهنتها المعمارية اللاحقة في البناء.  عملت إلينبرجر كمهندسة مشروع بين عامي 1974 و 1990 .

### سياسة
كان عام 1989 عامًا من التوتر السياسي والاجتماعي المتزايد في ألمانيا الشرقية. انخرطت إلينبرغر في حركة المنتدى الجديد خلال عام 1989. خلال هذا الوقت كانت تحرز تقدمت معتبرها في عملها المعماري. مع نهاية عام 1989، تركت حركة المنتدى الجديد، وانضمت إلى الفرع الاجتماعي الديمقراطي الاجتماعي في فايمار.  إن اختيارها للحزب الديمقراطي الاجتماعي يعكس كلا من التقاليد السياسية الطويلة الأمد لعائلتها، التي يرجع تاريخها إلى السنوات التي سبقت الديكتاتورية، وإعجابها الكبير بويلي براندت. قالت لاحقًا إن ولوجها عالم السياسة يعكس رغبتها في رعاية أهالي فايمار، مسقط رأسها. 

### انتخابات البرلمان الوطني
في أعقاب سقوط حائط برلين في نوفمبر 1989، قدمت الانتخابات العامة في ألمانيا الشرقية في مارس 1990 للناخبين أكثر من قائمة مرشحين. دعا الحزب الاشتراكي الديمقراطي في ألمانيا الديمقراطية، الذي أعاد تسمية الحزب الديمقراطي الاشتراكي في تورينجيا، إلينبرجر إلى وضع اسمها في قائمة الحزب للانتخابات الوطنية من أجل المساعدة في ضمان استيفاء الحزب لشرط الحصص للمرشحات اللواتي تم إصدار مرسوم عليه من قبل السلطة التنفيذية الوطنية ("Vorstand"). في البداية مترددة في الترشح للبرلمان، استطاعت أسرة إلينبرجر من إقناعها بالسماح لاسمها بالظهور في قائمة مرشحي الحزب المؤقت لمنطقة إرفورت الانتخابية. في بداية الاجتماع الذي عُقد لمناقشة مرشحي المقاطعة للانتخابات الوطنية، تم إدراج اسمها في المركز الثالث عشر، ولكن في نهاية المناقشات تم التصويت، وانتهت إيلينبرجر بالمركز الثاني في قائمة مرشحي SPD في مقاطعة إرفورت. . في 18 مارس 1990، تم انتخاب أيرين إلينبرجر كأول برلمان وطني منتخب بحرية في ألمانيا الشرقية. 

### تورينجيا السياسة
بعد إعادة توحيد ألمانيا، في أكتوبر 1990، لم تكن إيلينبرجر ضمن قائمة أعضاء الحزب الاشتراكي الديمقراطي الذين انتقلوا إلى البوندستاغ الموسع في البلد الموحد. شهدت إعادة التوحيد إعادة تنصيب «دول فيدرالية جديدة» (ألمانيا الشرقية سابقًا) من فئة إقليمية من الحكم كانت قد ألغيت في عام 1952. كانت إلينبرجر واحدة من بين 21 من أعضاء الحزب الاشتراكي الديمقراطي الذين انتخبوا لعضوية المجلس التشريعي الإقليمي، واحتفظت بمقعدها في الانتخابات المقبلة في عام 1994.  حققت إلينبرجر وحافظت على منصبها الوزاري كوزير إقليمي للصحة والشؤون الاجتماعية بين عامي 1994 و 1999. كان التحدي الرئيسي في تورينجيا هو توحيد مكاتب البحوث الطبية والبيطرية والغذائية في المنطقة، والتي تضمنت مسؤوليات حماية المستهلك، من ثلاثة مواقع إلى أخرى، في إطار خطة تتوخى تخفيضات كبيرة في عدد الموظفين، مع التحدي المصاحب المتمثل في ضمان تخفيضات التمويل لم تلحق الضرر بفعالية الخدمات المقدمة. بصفتها عضوًا في حزب الأقلية في الائتلاف، كان عليها أيضًا أن تجادل في موقفها بشكل مقنع فيما يتعلق بالقرارات المتعلقة بالمسائل الحساسة سياسيا مثل التخطيط للمستشفى. كانت فخورة ببرنامج سوق العمل الذي تم تنفيذه على ساعتها والتي شعرت أنها استفادت من فرص التوظيف للخريجين الجامعيين والعمال الأكبر سناً. في انتخابات عام 1999، استعاد حزب الاتحاد الديمقراطي المسيحي الغالبية العظمى له في برلمان الولاية الذي وضع حداً للحكومة الائتلافية في تورينجيا. ومع ذلك، تم تعيين كبار أعضاء الأحزاب التي جاءت في المرتبة الثانية والثالثة «نوابًا لرئيس برلمان الولاية»: عقدت أيرين إلينبرجر هذا التعيين نيابة عن الحزب الديمقراطي الاشتراكي بين عامي 1999 و 2004.

## روابط خارجية
- إيرين إلينبرجر على موقع مونزينجر (الألمانية)